# فلسفه تحلیلی: مسائل و چشم‌اندازها
فلسفه تحلیلی: مسائل و چشم‌اندازها کتابی از علی پایا است که در سال ۱۳۸۲ منتشر و در مراسم کتاب سال جمهوری اسلامی ایران به‌عنوان کتاب برگزیده معرفی شد.